# Mistrzostwa Europy w Zapasach 1949
21. Mistrzostwa Europy w zapasach odbywały się w 1949 roku w Stambule (Turcja).

## Medaliści
| Konkurencja: | Złoto            | Srebro             | Brąz              |
| ------------ | ---------------- | ------------------ | ----------------- |
| -52kg        | Ali Yücel        | Mansour Raisi      | Bengt Johansson   |
| -57kg        | Nasuh Akar       | Kurt Pettersén     | Sad Hafiz Szihata |
| -62kg        | Olle Anderberg   | Hassan Sadian      | Nurettin Zafer    |
| -67kg        | Servet Meriç     | Abdollah Mojtabavi | Paavo Pihlajamäki |
| -73kg        | Celal Atik       | Ali Ghaffari       | Per Berlin        |
| -79kg        | Yaşar Doğu       | Axel Grönberg      | Muhammad Musa     |
| -87kg        | Adil Candemir    | Viking Palm        | Nasir Javid       |
| +87kg        | Bertil Antonsson | Muharrem Candaş    | Natale Vecchi     |

## Tabela medalowa
| Lp. | Państwo          | Złoto | Srebro | Brąz |
| --- | ---------------- | ----- | ------ | ---- |
| 1   | Turcja           | 6     | 0      | 1    |
| 2   | Szwecja          | 2     | 3      | 2    |
| 3   | Iran             | 0     | 4      | 1    |
| 4   | Królestwo Egiptu | 0     | 0      | 2    |
| 5   | Finlandia        | 0     | 0      | 1    |
| 5   | Włochy           | 0     | 0      | 1    |